# Chris Hani
Chris Hani (Transkei, 28 juni 1942 - Dawn Park, Boksburg, 10 april 1993) was de voorzitter van de Zuid-Afrikaanse Communistische Partij (SACP) en Umkhonto we Sizwe, de gewapende afdeling van het Afrikaans Nationaal Congres (ANC). 

## Leven
Hani werd als vijfde in een gezin van zes kinderen geboren. Hij studeerde moderne en klassieke literatuur op de Universiteit van Fort Hare.
Op 15-jarige leeftijd werd hij lid van de ANC-Jeugdliga (ANCYL). Later werd hij ook lid van de Umkhonto we Sizwe. Later werd hij gearresteerd onder het mom van het anticommunistische wetbeleid. Hij vluchtte in 1963 naar Lesotho.
Hij volgde een militaire training in de Sovjet-Unie en was betrokken bij de burgeroorlog in Rhodesië (tegenwoordig Zimbabwe). In Lesotho was hij vaak het doelwit van Zuid-Afrikaanse huurlingen, maar hij overleefde keer op keer een aanslag. Als hoofd van de Umkhonto we Sizwe, trainde hij medestanders die gewapend de strijd voor het zwarte volk wilden voeren. Volgens de blanken deinsde hij er ook niet voor terug om mensen te martelen en te doden.
In 1991 nam hij het voorzitterschap van de Zuid-Afrikaanse Communistische Partij van Joe Slovo over. 
Chris Hani werd op 10 april 1993 buiten zijn huis in Ochtendpark buiten Boksburg in zijn achterhoofd geschoten, net toen hij zijn auto wilde instappen. De dader was Janusz Walus, een Poolse immigrant. Over het motief was onduidelijkheid. Sommigen beweerden dat Walus de moord pleegde vanwege zijn anticommunistische karakter. Anderen beweerden weer dat hij de moord pleegde in ruil voor een verblijfsvergunning voor hem en zijn gezin. Samen met Walus werd ook Clive Derby-Lewis, de onderbewindsman van de Zuid-Afrikaanse Conservatieve Partij, die hem het vuurwapen zou hebben gegeven, opgepakt.
Beiden werden door de nieuwe rechtbank in 1994 tot 100 jaar gevangenisstraf veroordeeld. Hun gezinnen emigreerden naar Australië. Anno 2021 zat Janusz Walus zijn straf nog uit, al liep er in juni 2017 een beroeps- en deportatiezaak. Clive Derby-Lewis overleed op 3 november 2016, anderhalf jaar na zijn vervroegde vrijlating.

## Publicaties
- Hugh MacMillan: Chris Hani. Auckland Park, Jacana, 2014. ISBN 9781431408917
- Janet Smith & Beauregard Tromp: Hani. A life too short. A biography. Johannesburg, Jonathan Ball, 2009. ISBN 9781868423491

- Gemeinsame Normdatei: 11940821X
- International Standard Name Identifier: 0000 0000 3119 091X
- Library of Congress Control Number: n89200093
- Nationale Bibliotheek van Tsjechië: js20211114232
- Nationale Bibliotheek van Israël: 987012399669105171
- Nederlandse Thesaurus van Auteursnamen: 14211278X
- SNAC: w6kz1cz7
- Système universitaire de documentation: 158006739
- Virtual International Authority File: 42647691
- WorldCat: E39PBJvxx6CQTfkdCxpmqqFkDq